# Faro de Alcanada
El faro de Alcanada es un faro situado en el islote de Alcanada, en el lado norte de la bahía de Alcudia, a 5 km del puerto de Alcudia, en la isla de Mallorca, Islas Baleares, España.

## Historia
Fue inaugurado el 15 de mayo de 1861 como faro de 6º orden con óptica catadióptrica y luz blanca fija alimentada con aceite de oliva. En 1883 se instala una nueva lámpara alimentada con parafina que posteriormente se sustituyó por petróleo. En 1917 se instalan unas pantallas giratorias para obtener una apariencia de 3+1 ocultaciones y se cambia la alimentación a acetileno. 
El faro se automatiza en 1960 al cambiar la antigua linterna visitable por otra no visitable más reducida y compacta, su encendido se automatizó mediante válvula solar cambiándose la apariencia por la de destellos equidistantes de luz blanca. En 1985 se sustituye el acetileno por una lámpara eléctrica alimentada por un equipo de energía solar fotovoltaica a 12 voltios, instalándose paneles solares que alimentan un grupo de baterías.

## Características
El faro emite un destello de luz blanca en un ciclo de 5 segundos. Está oscurecido en el sector entre 289° y 320°. Su alcance nominal nocturno es de 11 millas náuticas.